# Olavismo
O olavismo é um movimento político associado à extrema-direita que tem como figura central o teórico da conspiração e astrólogo brasileiro Olavo de Carvalho. Este movimento ganhou notoriedade particularmente após a ascensão do governo de Jair Bolsonaro em 2019 e está estreitamente relacionado com o bolsonarismo. A importância do estudo do olavismo é tamanha que foi descrito como a "chave para compreender o futuro da extrema-direita". Alguns membros proeminentes do governo brasileiro, incluindo o ex-presidente Jair Bolsonaro e ministros de seu governo, demonstraram admiração pelas ideias de Olavo de Carvalho. Embora Olavo de Carvalho não tenha sido um conselheiro direto do governo, sua influência foi observada em algumas decisões políticas e nomeações.
Olavo de Carvalho foi considerado um ideólogo do bolsonarismo, suas teorias influenciaram a formação do pensamento dos seguidores do ex-presidente e orientaram as políticas adotadas pelo governo. A chamada "ala ideológica" do governo Bolsonaro é um destacado defensor de discursos contrários à China, movimentos sociais, imprensa e à esquerda, além de sustentar teorias conspiratórias, como a suposta farsa do aquecimento global e a suposta falsa pandemia do coronavírus. O termo "ala ideológica do governo Bolsonaro" frequentemente se refere a um grupo de pessoas ligadas ao governo ou aos bastidores dele, que são influenciadas intelectualmente por Olavo de Carvalho. Além disso, inclui figuras como Ricardo Vélez Rodríguez, Carlos Bolsonaro, Abraham Weintraub, Filipe Martins e Ernesto Araújo, entre outros, bem como aqueles associados ao fundamentalismo neopentecostal, com a ministra Damares Alves como um exemplo proeminente.
Olavo de Carvalho propôs uma estratégia de "guerra cultural" para combater o chamado "Marxismo cultural", que é uma teoria da conspiração que postula um movimento global da esquerda para destruir a cultura ocidental. Essa ideia influenciou a atuação de produtores de cinema, como Josias Teófilo da Lavra Filmes, Mauro Ventura Alves, sócio da IVIN Films, e a produtora Brasil Paralelo. Além disso, outros canais de mídia bolsonaristas desempenharam um papel importante na disseminação das ideias olavistas, como Terça Livre, Senso Incomum, Conexão Política, Reaçonaria e Renova Mídia.
Na época que antecedeu a posse de Jair Bolsonaro como presidente, ele prometeu "combater o lixo marxista que se instalou nas instituições de ensino". Uma das mensagens mais frequentes dos membros de seu governo e de seus apoiadores foi que a vitória eleitoral de Bolsonaro representou a derrota do marxismo cultural, uma teoria que teria influenciado os governos anteriores, como os de FHC, Lula e Dilma. Segundo o então ministro das relações exteriores, Ernesto Araújo, em um artigo publicado logo após a posse, o "marxismo cultural governou por dentro de um sistema aparentemente liberal e democrático, construído por meio de corrupção, intimidação e controle de pensamento". Ricardo Vélez Rodríguez, em sua posse como ministro da educação, afirmou que o "marxismo cultural é uma coisa que faz mal para a saúde. A saúde da mente, do corpo e da alma". Segundo o ex-ministro, "somos pessoas individualizadas. O marxismo cultural passa a borracha em cima disso e nos considera massa. Nós não somos massa, somos indivíduos".